# Sabin (Minnesota)
Sabin – miasto w Stanach Zjednoczonych, w stanie Minnesota, w hrabstwie Clay.